# Новый Маяпур
Но́вый Маяпу́р (фр. Nouvelle Mayapur, фр. Château d'Oublaisse) — замок в коммуне Люсе-ле-Маль во Франции. Расположен в 210 км к югу от Парижа. С 1975 года принадлежит Международному обществу сознания Кришны (ИСККОН) и является крупнейшим центром этой индуистской религиозной организации во Франции.

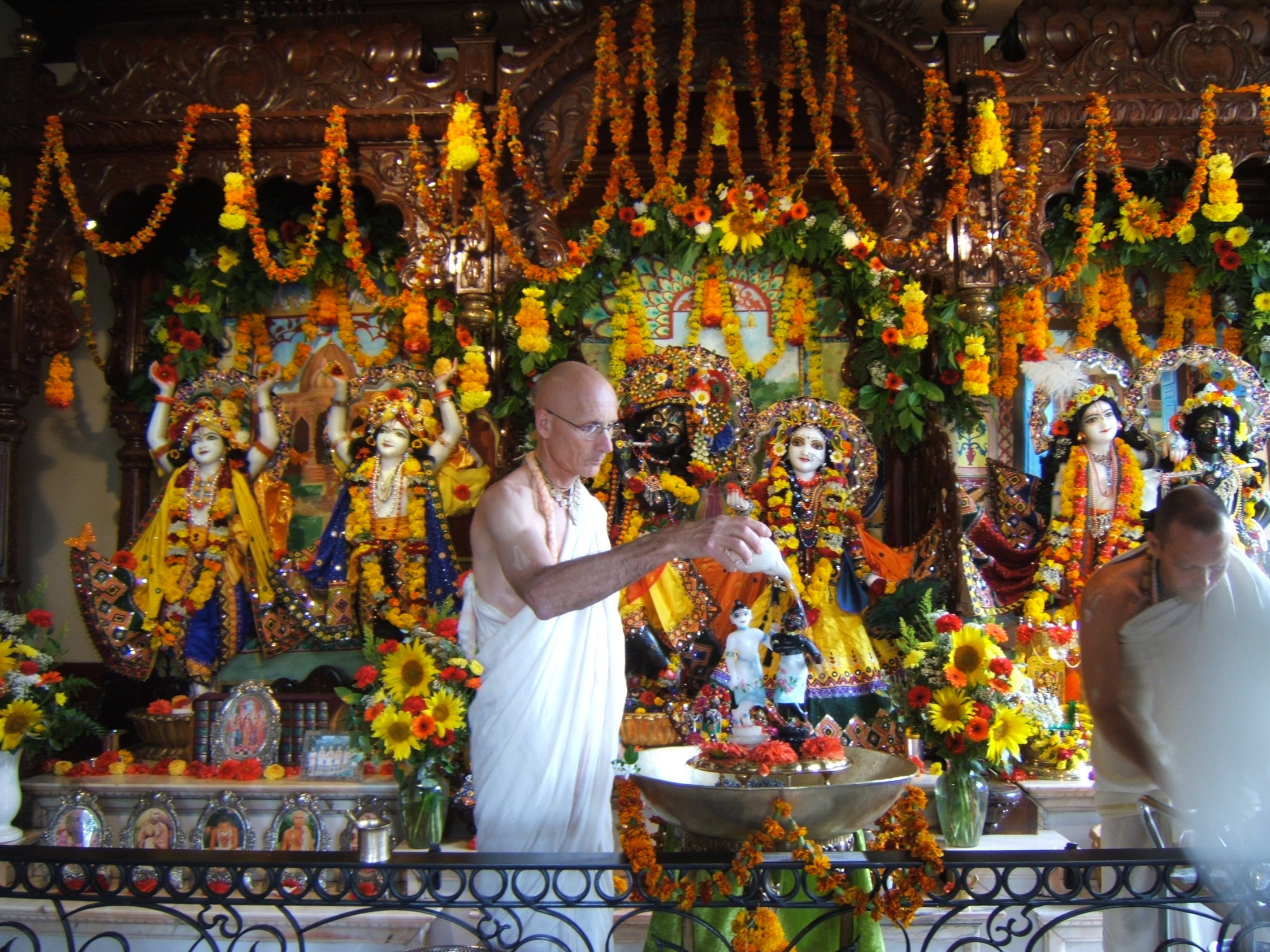
В Новом Маяпуре.

Первый замок на этом месте появился в 1675 году. В 1895 году Маркиз де Прео снёс старый замок и построил на его месте теперешнее здание. В 1975 году, по инициативе тогдашнего духовного лидера кришнаитов во Франции Бхагавана Госвами, замок был куплен кришнаитами и переименован в «Новый Маяпур», в честь священного места паломничества Маяпура. Владельцем замка был герой Французского сопротивления, сочувствовавший кришнаитам и запросивший за замок минимальную цену. Кришнаиты переоборудовали замок под храм и сельский ашрам. С тех пор Новый Маяпур является крупнейшим центром ИСККОН во Франции. В конце 1970-х — начале 1980-х годов Новый Маяпур служил домом для более чем 150 кришнаитов и штаб-квартирой французского филиала издательства «Бхактиведанта Бук Траст».
В вайшнавском храме, расположенном в здании замка, осуществляется поклонение божествам Радхи-Кришны (Шри Шри Радха-Говинда-Мадхава), Чайтаньи и Нитьянанды (Шри Шри Гаура-Нитай) и Кришны-Баларамы. Это единственный индуистский храм в Европе, в котором установлено божество Баларамы.